# Анунд Гордський
Анунд Гордський (швед. Anund Gårdske) — був першим і єдиним у своєму роді претендентом на престол Швеції, викликаним з Гардарікі або Київської Русі.
Після зміщення Гальстена з посади короля, свеям кортило знайти короля, який би був кровно пов'язаний зі старими королями Свеаланда, але таких нащадків було складно знайти. Тоді магнати перенесли свої пошуки претендента на територію Київської Русі або Гардарікі, як її звали вікінги. Там з 800-х років квітла династія Рюриковичів, заснована Рюриком, якого свеї вважали своїм одноплемінником за ім'ям Rörik (Hrörekr) (і якого сучасні шведи вважають своїм).
З цієї династії був знайдений претендент на ім'я Анунд, який бажав зайняти посаду правителя свеїв. Він поїхав в Свеаленд, на землю своїх пращурів, мабуть, він не бачив перешкод у тому, що він християнин.
Згідно робіт Адама Бременського, хтось на ім'я Анунд (без приставки Гардарікі) правив свеями в 1070 році, проте, правив він скоріше за все, не багато часу. На престолі свеїв він зіткнувся з тією ж проблемою, що і інші королі-християни: коли він відмовився виконати борг короля і брати участь в язичницьких жертвоприношеннях у храмі в Старій Усаппі, він був усунений від влади. Після чого, він, скоріш за все, повернувся додому.